# Instrumento cirúrgico

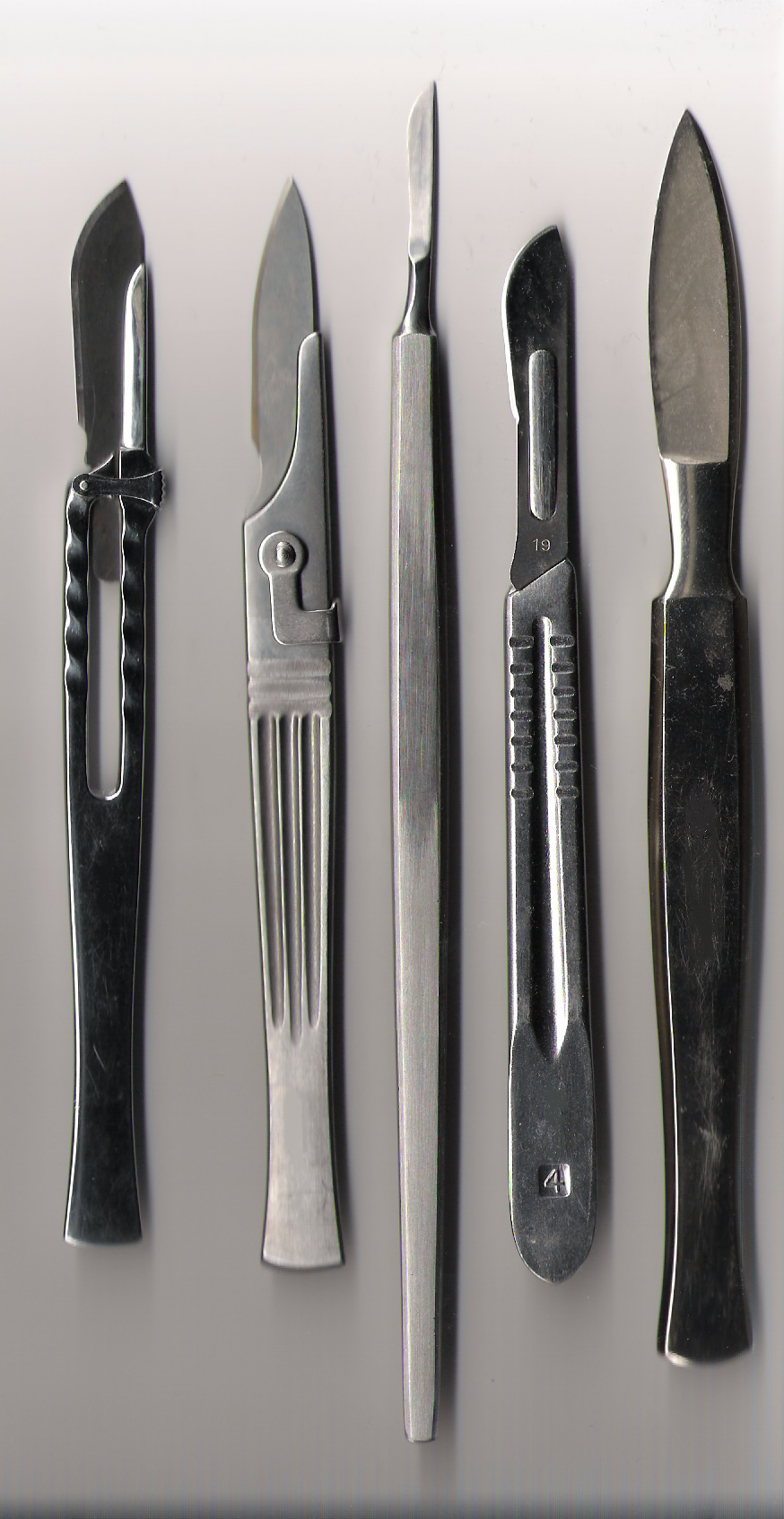
Vários bisturis

Instrumento cirúrgico é uma ferramenta ou dispositivo especialmente concebido para a realização de ações específicas de realização de efeitos desejados durante uma cirurgia ou operação, tais como modificar um tecido biológico, ou para  visualizá-lo. Ao longo do tempo, vários tipos diferentes de instrumentos cirúrgicos e ferramentas têm sido inventadas. Alguns instrumentos cirúrgicos são projetados para uso em cirurgia geral, enquanto outros são concebidos para um procedimento específico. Assim, a nomenclatura dos instrumentos cirúrgicos segue determinados padrões, tais como a descrição das medidas que realiza (por exemplo, bisturi), o nome de seu inventor (por exemplo, a pinça de Kocher), ou um composto científica relacionado ao tipo de cirurgia.

## Histórico
Os instrumentos cirúrgicos foram fabricadas desde tempos pré-históricos, como para a realização de rodada craniotomies foram descobertas em muitos sítios Neolíticos. Acredita-se que eles foram utilizados por xamãs para libertar espíritos maus e aliviar cefaleias e traumas.
Cirurgiões e médicos na Índia têm utilizado sofisticados instrumentos cirúrgicos desde tempos imemoriais. Sushruta (circa 500 aC) foi provavelmente o mais importante cirurgião na História Antiga, muitas vezes conhecido como o "pai da cirurgia". Em seu texto Sushruta Samhita descreveu mais de 120 instrumentos cirúrgicos, 300 procedimentos cirúrgicos e classificou em 8 categorias cirúrgicas em seres humanos.
Na Antiguidade, cirurgiões e médicos na Grécia e em Roma desenvolveram engenhosos instrumentos a partir de bronze, ferro e prata, como bisturis, curetas, pinças, fórceps, sondas, etc. Eles ainda estão muito bem preservados, em vários museus médicos de todo o mundo. A maior parte destes instrumentos continuou a ser utilizado em tempos medievais, embora com uma melhor produção técnica.

## Avanço medieval
Um dos principais responsáveis pela evolução da instrumentação cirúrgica foi Abulcasis al-Zahrawi, conhecido no Ocidente como Abulcasis, e considerado o "pai da moderna cirurgia". Galen de Pergamum, um dos filósofos, cirurgiões, médicos e médicos filólogos mais lembrando do mundo antigo, solicitou que o seus instrumentos cirúrgicos deveriam ser feitos de minério de ferro encontrado apenas em uma pedreira, no reino da Nórica celta.

## Instrumentos de Diérese
Nesse tempo cirúrgico ocorre a abertura de tecidos do corpo. As principais manobras realizadas neste tempo são a incisão, secção, divulsão, punção, dilatação e serração. 
Bisturi de lâmina
Os bisturis são utilizados para incisões ou dissecações de estruturas. Os cabos mais usados são os de números 3,4 e 7; 
Lâminas 9 a 17 são acoplados ao cabo número 3.
Lâminas 20 a 25 são acoplados ao cabo número 4.
Lâminas 10 a 17 são acoplados ao cabo número 7. 
Bisturi elétrico
Tesoura de Metzenbaum
A tesoura de Metzebaum leva o nome de seu inventor, o Dr. Myrion Metzenbaum. (1876-1944).Indicada para diérese mais delicada, a tesoura cirúrgica Metzenbaum possui área de corte menor que o tamanho da haste, sendo mais leve e fina com pontas rombas. Mais usada pelos cirurgiões do que a tesoura de Mayo, ela é considerada menos traumática e pode ser encontrada com lâminas curvas e retas. 
Tesoura de Mayo
A tesoura Mayo foi criada por médicos cirurgiões da Clínica Mayo e leva o nome dos irmãos William James Mayo (1861-1939) e Charles Horace Mayo (1865-1939) fundadores da Clínica. É uma tesoura mais robusta e pesada em comparação a outras, pode ser encontrada com pontas finas, rombas ou romba-fina e nas formas curva ou reta. É utilizada pelos cirurgiões em tecidos mais espessos e densos. 
Serras
Cisalhas
Costótomo
Pinças goivas
Trocartes
Agulhas de punção
Ruginas

## Instrumentos de Hemostasia
Instrumentos para controle ou interrupção do fluxo sanguíneo, de caráter temporário ou definitivo e preventiva ou corretiva.
Pinças hemostáticas curvas
Pinças hemostáticas retas
Pinça de Mixter
É uma pinça hemostática longa e curva, de ponta angulada, utilizada para pedículos vasculares em profundidade. Apresenta serrilhado transversal delicado na metade superior da garra, sua ponta é de extrema utilidade no auxílio da dissecção de vasos e para passar fios para ligadura em torno deles. Por conta disso, é usada para trabalhar pedículos hepáticos, renais e pulmonares. Pode ser encontrada nos tamanhos com 18 a 35 cm de comprimento, sendo também conhecidas como pinça em “J”, também disponível em versão baby, com 14 cm de comprimento. 
Pinça Kelly
A pinça hemostática Kelly é utilizada em vários procedimentos cirúrgicos para travar os vasos sanguíneos e promover a hemostasia. A pinça de Kelly possui ranhuras transversais em apenas 2/3 da sua extensão da parte prensora, sendo ótima para intervenções que pedem boa fixação. Podendo alternar, conforme o fabricante, seu tamanho varia de 14 cm a 16 cm nas suas versões retas e curvas. 
Pinça Halstead/Crile
Em quase tudo é semelhante à pinça de Kelly. A diferença é que suas ranhuras são em toda sua parte prensora, fazendo com que também seja utilizada lateralmente no pinçamento de pedículos. Outra vantagem de suas ranhuras é o fato dela não deslizar e fixar-se bem às estruturas que compõem o pedículo. Essa pinça possui um tamanho que varia entre 14 cm e 16 cm, tanto nas versões retas ou curvas. 
Pinça Rochester
Esta pinça tem a função de promover a hemostasia através da compressão dos vasos, utilizada para pressionar segmentos maiores de tecidos. Apresenta serrilhado grosseiro em sentido horizontal em toda a extensão de seus ramos preensores, que são mais longos e largos. Podem ser retas ou curvas, pinça longa disponível em diversos tamanhos. 
Pinças intestinais
Eletrocautério
Pinça de Satinsky
É uma pinça vascular atraumática, utilizada na hemostasia temporária de grandes vasos. 
Pinça de Potts
Pinça de Cooley
Pinça de Bulldog

## Instrumentos de Síntese
Instrumentos utilizados para reconstituição anatômica e/ou funcional.  
Porta-agulhas
Utilizadas para realizar reconstrução de órgãos e planos anatômicos. Possui ponta especialmente desenvolvida para prender agulhas de sutura e execução de nós. Os porta-agulhas mais utilizados são: Mayo-Hegar e Mathieu. 
Pinças
Instrumental de apreensão de diferentes tamanhos utilizados para expor as bordas da ferida a ser suturada, segura a agulha e auxilia na execução da técnica. Possui ranhuras laterais finas para uso universal. O mais utilizado em cirurgias de pele é a pinça Adson. 
Agulhas
Fios
Grampos
Grampeadores mecânicos

## Afastadores
Instrumentos para afastar tecidos para melhor visualização do plano anatômico. São classificados como estáticos e dinâmicos. 
Afastador de Deaver
Afastador de Farabeauf
Afastador de Finochietto
Afastador de Gosset
Afastador de Haberer
Válvula de Doyen

## Disposição dos instrumentos na mesa cirúrgica
A ordem de disposição dos instrumentais cirúrgicos, deve indicar que o instrumental cirúrgico é organizado na mesa conforme uma determinada sequência. Essa ordem leva em consideração os instrumentos atraumáticos e, depois, os mais traumáticos, entre as diferentes classificações e dentro de uma mesma categoria. As pinças anatômicas são consideradas menos traumáticas que as pinças den-te-de-rato, por exemplo; já as pinças hemostáticas Halsted (mosquito) são menos traumáticas que as pinças Kelly, e assim sucessivamente.
Apesar deste esquema ser o mais utilizado, ele não é o único. Existem outras formas de organização do material cirúrgico dentro de cada classificação, o que depende do tipo de cirurgia e da preferência do cirurgião.
Um ponto a ser destacado é que o material é distribuído sempre da direita para a esquerda, primeiro o curvo e, depois, o reto. A ponta do material sempre estará voltada para a parte superior da mesa, e a curvatura, voltada para a superfície da mesa, de modo que o da direita fique sobre o da esquerda. Na ausência de um instrumentador, a ponta do material deverá estar voltada para a parte inferior da mesa.
Como dito anteriormente, os instrumentos deverão estar orga-nizados na ordem em que serão utilizados durante o procedimento cirúrgico: instrumentos de diérese, hemostasia, preensão, separação e síntese. 